# 酒井善史
酒井 善史（さかい よしふみ、1981年2月12日 - ）は、日本の俳優、タレント、脚本家である。京都府京都市出身。京都を拠点に活動する劇団「ヨーロッパ企画」に所属。

## 略歴
同志社高等学校時代より演劇を始める。1999年、同志社大学商学部大学入学とともに同志社小劇場に入団するも、2000年に退団。同年の第5回公演『苦悩のピラミッダー』よりヨーロッパ企画に参加。以降、ほぼ全作品に出演。また、外部作品への出演のほか、公演の舞台美術や、事務所のリフォームを手がけたり、WEBコンテンツの製作や、DVDオーサリングなど、多方面で活躍している。ショートショートムービーフェスティバルでは司会を務めている。
「発明」が特技であることを生かして、『サカイ発明センター』のタイトルでWEB連載したり、『雨天中止ナイン』などのバラエティやドラマにも自作の発明品とともに出演したりすることがあるほか、2014年1月からは『所さんの目がテン!』の実験プレゼンターとしても出演している。
最近では、ヒーローショーの脚本・演出やドラマの脚本も手がけるようになり、2014年5月10日公開の『俺たち賞金稼ぎ団』で自身初の映画脚本を務めた。

## 舞台

### ヨーロッパ企画公演
- 第5回公演「苦悩のピラミッダー」（2000年）
- 第6回公演「衛星都市へのサウダージ」（2000年）
- 第7回公演「冬のユリゲラー」（2000年）
- 第8回公演「サマータイムマシン・ブルース」（2001年）
- 第9回公演「12人の追い抜けないアキレス」（2001年）
- 第10回公演「冬のユリゲラー2002」（2002年）
- 第11回公演「ロードランナーズ・ハイ」（2002年）
- 第12回公演「囲むフォーメーション」（2003年）
- 第13回公演「サマータイムマシン・ブルース2003」（2003年）
- 第14回公演「空前のクイズアワー」（2003年）
- 第15回公演「ムーミン」（2004年）
- 第16回公演「インテル入ってない」（2004年）
- 第17回公演「平凡なウェーイ」（2005年）
- 第18回公演「サマータイムマシン・ブルース2005」（2005年）
- 第19回公演「囲むフォーメーションZ」（2005年）
- 第20回公演「Windows5000」（2006年）
- 第21回公演「ブルーバーズ・ブリーダーズ」（2006年）
- 第22回公演「苦悩のピラミッダー」（2007年）
- 第24回公演「衛星都市へのサウダージ」（2007年）
- 第25回公演「火星の倉庫」（2008年）
- 第26回公演「あんなに優しかったゴーレム」（2008年）
- 第27回公演「ボス・イン・ザ・スカイ」（2009年）
- 第28回公演「曲がれ！スプーン」（2009年）
- 第29回公演「サーフィンUSB」（2010年）第35回公演「建設中」(2016年)
- 第30回公演「ロベルトの操縦」（2011年）
- 第31回公演「月とスイートスポット」（2012年）
- 第32回公演「建てましにつぐ建てましポルカ」（2013年）
- 第33回公演「ビルのゲーツ」（2014年）
- 第34回公演「遊星ブンボーグの接近」（2015年）
- 第35回公演「来てけつかるべき新世界」（2016年）
- 第36回公演「出てこようとしてるトロンプルイユ」（2017年）
- 第37回公演「サマータイムマシン・ブルース」（2018年）
- 第38回公演「サマータイムマシン・ワンスモア」（2018年）
- 第39回公演「ギョエー！ 旧校舎の77不思議」（2019年）
- 第40回公演「九十九龍城」（2021年-2022年）
- 第43回公演「来てけつかるべき新世界」（2024年）[3]
- 第44回公演「インターネ島エクスプローラー（仮）」（2025年 - 2026年）[4]

### 外部作品
- ニットキャップシアター「S・M・A・P秘話」（2001年6月） - ゲスト出演
- シャトナー研「短編SF作品集」（2002年6月）
- 石原正一ショー「十三人姉妹」（2005年12月）
- 東京グローブ座＋パルコPRESENT 「昭和島ウォーカー」 （2008年8月）
- 舞台 「ケセラセラ日和」（2009年3月） - 作・演出・出演
- 東京グローブ座＋パルコPRESENT 「芝浦ブラウザー」（2011年）
- iaku vol.3「流れんな」（2013年）
- 舞台「前田建設ファンタジー営業部」（2013年）
- 大長編 男肉 du Soleil 『Ｊのめぞん du Soleil』（2013年10月・男肉 du Soleil）
- 大長編 男肉 du Soleil 『ロンリーガール＆ブギーロボ』（2014年5月-6月・男肉 du Soleil）
- 舞台「TOKYOHEAD〜トウキョウヘッド〜」（2015年）
- 夜は短し歩けよ乙女（2021年・フジテレビ）
- ニッポン放送開局70周年記念公演 舞台「鴨川ホルモー、ワンスモア」(2024年4月-5月)

### 舞台美術製作
- HEPHALLからの脱出（2008年、主催：HEPHALL、制作：SCRAP）

## 出演

### 映画
- 交渉人真下正義（2005年） - 地下鉄職員役
- サマータイムマシン・ブルース（2005年）
- 曲がれ!スプーン（2009年）
- 踊る大捜査線 THE MOVIE3 ヤツらを解放せよ!（2010年）
- 寮フェス! 〜最後の七不思議〜（2011年）
- ぼくは明日、昨日のきみとデートする（2016年・監督：三木孝浩）
- ドロステのはてで僕ら（2020年・監督：山口淳太） - オザワ 役
- リバー、流れないでよ（2023年、監督：山口淳太） - エイジ 役[5]

### ドラマ
- 安楽椅子探偵ON AIR（2006年、ABCテレビ）
- 素晴らしい世界「スバセカ劇場『たなからボタもち』」（2007年、北海道テレビ）
- 歓喜の歌（2008年9月7日、テレビ朝日系列全国ネット・北海道テレビ制作） - 根本龍一 役
- 救命病棟24時（2009年、フジテレビ）
- 医龍-Team Medical Dragon-3・スピンオフドラマ（2011年、フジテレビ）
- 翼よ！あれが恋の灯だ（2011年、関西テレビ）
- 堀江ブギーデイズ（2012年、関西テレビ）
- ヨメ代行はじめました。（2013年、関西テレビ）
- 黒澤明ドラマスペシャル 野良犬（2013年、テレビ朝日）
- 鴨、京都へ行く。（2013年、フジテレビ）
- 宮本武蔵（2014年、テレビ朝日）
- 京都人の密かな愉しみ（2016年、NHK BSプレミアム）
- 炎の転校生REBORN（2017年11月10日 - 、Netflix）
- 白い巨塔（2019年、テレビ朝日） ‐ 市田崇 役
- チャンネルはそのまま!（2019年、北海道テレビ放送） - 真中 役
- 科捜研の女 Season20 第8話（2021年、テレビ朝日） - 野口英晴 役
- 全っっっっっ然知らない街を歩いてみたものの 第2話（2021年3月29日、フジテレビ）
- 探偵が早すぎる〜春のトリック返し祭り〜 第5話（2022年5月12日、読売テレビ・日本テレビ）
- 魔法のリノベ 第6話（2022年8月22日、関西テレビ・フジテレビ系）- カメラマン 役
- かりあげクン（2023年1月7日 - 3月25日、BS松竹東急）[6]
- 霊験お初〜震える岩〜（2024年5月4日、テレビ朝日）[7]
- 連続テレビ小説 おむすび 第117回（2025年3月18日、NHK） ‐ 小川真也 役

### テレビ番組
- 所さんの目がテン!（2014年1月26日 - 、日本テレビ） - 実験プレゼンター[注 1] → 林業ボーイズ
- ことばドリル（2014年4月 - 、NHK Eテレ） - コントコーナー・レギュラー出演 / 刑事コント：かいとうワルダ・イイダじゅんさ役、忍者役、宇宙飛行士コントの管制官役、サカイ研究所の博士役など
- 雨天中止ナイン（2014年5月12日 - 6月2日、テレビ東京） - サカイ 役[8]
- ポチっと発明 ピカちんキット（2018年1月6日 - 、テレビ東京） - 実写パート：ジミーくん役、ヒャッキンくん役、ジミーエドモンド役
- ヨーロッパ企画の暗い旅（2011年1月〜、KBS京都） - MC

### 広告
- 森永製菓「チョコモナカジャンボ」（2007年）
- 三井住友海上「GK大きな安心篇」（2009年）
- オロナミンC（2010年）
- JCB「カエルくんとの二宮くん」（2012年）

- NTTドコモ関西（2006年）
- AC公共広告機構・勘違い男編（2007年）
- イシダのハカリ（2008年 - ）

### ウェブ
- Livedoorワラパッパ「サカイ発明センター」（せきしろ＋酒井善史）連載

### ゲーム
- ツッコマニア（声の出演）

## 脚本・演出

### 舞台
- 海賊戦隊ゴーカイジャーバトルステージ（2011年、東映＋朝日放送＋和歌山マリーナシティ）
- 特命戦隊ゴーバスターズバトルステージ（2012年、東映＋朝日放送＋和歌山マリーナシティ）
- TOEI NEXT HERO 俺たち賞金稼ぎ団（2014年・東映）
- 俺たち賞金稼ぎ団（2015年・東映） - 脚本
- さらば俺たち賞金稼ぎ団（2017年・東映） - 脚本
- 仮面ライダースーパーライブ2016-2017、2019-2020（2016年 2019年・東映） - 脚本・演出

### 映画
- 俺たち賞金稼ぎ団（2014年） - 脚本
- ショートムービー「HONETSUKIDORI」（2017年・丸亀市） - 監督・脚本
- ロード・オブ・ＯＮＡＲＩ (2022年) - 脚本･監督

### テレビドラマ
- おとりよせ王子 飯田好実（2013年、メ〜テレ / tvk / ひかりTV）
- シャキーン！（「謎新聞ミライタイムズ」コーナー）」（2014年〜・NHK Eテレ）
- さぼリーマン甘太朗（2017年、テレビ東京 / Netflix）
- 大江戸スチームパンク（2020年、テレビ大阪 / TOKYO MX / TSUTAYA TV）- 原案・脚本
- 浦安鉄筋家族（2020年・テレビ東京）- 脚本・発明品
- ホリミヤ 第1-3話・最終話（2021年2月17日 - 3月3日・31日、MBS） - 脚本
- 全っっっっっ然知らない街を歩いてみたものの 第2話（2021年3月29日、フジテレビ） - 脚本
- まったり!赤胴鈴之助（2022年1月〜・BSテレ東）第4話 - 脚本
- 信長未満 -転生光秀が倒せない-（2022年10月 - 、テレビ神奈川） - 監督・脚本[9]